# Overmolenpoort
De Overmolenpoort (of Sint-Jacobspoort of Overmolenwiket) was een stadspoort in de eerste omwalling van Brussel.
De Overmolenpoort lag aan het einde van de 
Kolenmarkt en verbond de Kolenmarkt met de 
buurt Overmolen met aan de overzijde van het eiland de Rechte straat in de richting van 
Anderlecht. De poort stond waar vandaag de Kolenmarkt kruist met het Olivetenhof. 